# 1998-as indianapolisi 500
A 82. alkalommal megrendezett Indianapolisi 500 mérföldes versenyt 1998. május 24-én rendezték meg.

## Futam
| Helyezés | Rajthely | Rajtszám | Versenyző           | Qual    | Rank | C | E | T | Körök száma | Élen | Kiesés oka | Csapat                          |
| -------- | -------- | -------- | ------------------- | ------- | ---- | - | - | - | ----------- | ---- | ---------- | ------------------------------- |
| 1        | 17       | 51       | Eddie Cheever       | 217.334 | 22   | D | O | G | 200         | 76   | Running    | Team Cheever                    |
| 2        | 11       | 91       | Buddy Lazier (W)    | 218.287 | 14   | D | O | G | 200         | 20   | Running    | Hemelgarn Racing                |
| 3        | 23       | 55       | Steve Knapp (R)     | 216.445 | 31   | G | O | G | 200         | 0    | Running    | ISM Racing                      |
| 4        | 8        | 6        | Davey Hamilton      | 219.748 | 8    | G | O | G | 199         | 3    | Running    | Nienhouse Motorsports           |
| 5        | 21       | 52       | Robby Unser (R)     | 216.533 | 29   | D | O | G | 198         | 0    | Running    | Team Cheever                    |
| 6        | 3        | 14       | Kenny Bräck         | 220.982 | 3    | D | O | G | 198         | 23   | Running    | A.J. Foyt Enterprises           |
| 7        | 16       | 81       | John Paul, Jr.      | 217.351 | 21   | D | O | F | 197         | 39   | Running    | Pelfrey Racing                  |
| 8        | 19       | 17       | Andy Michner (R)    | 216.922 | 26   | D | O | G | 197         | 0    | Running    | Chitwood Motorsports            |
| 9        | 13       | 44       | J. J. Yeley (R)     | 218.045 | 16   | D | O | F | 197         | 0    | Running    | Sinden Racing Services          |
| 10       | 18       | 12       | Buzz Calkins        | 217.197 | 24   | G | O | G | 195         | 4    | Running    | Bradley Motorsports             |
| 11       | 26       | 7        | Jimmy Kite (R)      | 219.290 | 9    | D | O | G | 195         | 0    | Running    | Team Scandia                    |
| 12       | 22       | 18       | Jack Hewitt (R)     | 216.450 | 30   | G | O | G | 195         | 0    | Running    | PDM Racing                      |
| 13       | 27       | 35       | Jeff Ward           | 219.086 | 10   | G | O | G | 194         | 0    | Running    | ISM Racing                      |
| 14       | 14       | 16       | Marco Greco         | 217.953 | 17   | G | O | F | 183         | 0    | Motorhiba  | Phoenix Racing                  |
| 15       | 32       | 10       | Mike Groff          | 216.704 | 27   | G | O | F | 183         | 0    | Running    | Jonathan Byrd/Cunningham Racing |
| 16       | 7        | 8        | Scott Sharp         | 219.911 | 7    | D | O | G | 181         | 0    | Váltó      | Kelley Racing                   |
| 17       | 31       | 77       | Stéphane Grégoire   | 217.036 | 25   | G | O | G | 172         | 0    | Running    | Chastain Motorsports            |
| 18       | 2        | 97       | Greg Ray            | 221.125 | 2    | D | O | F | 167         | 18   | Váltó      | Knapp Motorsports               |
| 19       | 30       | 30       | Raul Boesel         | 217.303 | 23   | G | I | G | 164         | 0    | Running    | McCormack Motorsports           |
| 20       | 28       | 5        | Arie Luyendyk (W)   | 218.935 | 11   | G | O | F | 151         | 4    | Váltó      | Treadway Racing                 |
| 21       | 15       | 40       | Dr. Jack Miller     | 217.800 | 19   | D | I | F | 128         | 0    | Running    | Sinden Racing Services          |
| 22       | 9        | 21       | Roberto Guerrero    | 218.900 | 12   | D | O | G | 125         | 0    | Running    | Pagan Racing                    |
| 23       | 1        | 11       | Billy Boat          | 223.503 | 1    | D | O | G | 111         | 12   | Drive Line | A.J. Foyt Enterprises           |
| 24       | 10       | 4        | Scott Goodyear      | 218.357 | 13   | G | O | G | 100         | 0    | Kuplung    | Panther Racing                  |
| 25       | 25       | 9        | Johnny Unser        | 216.316 | 33   | D | O | G | 98          | 0    | Motorhiba  | Hemelgarn Racing                |
| 26       | 6        | 99       | Sam Schmidt         | 219.981 | 6    | D | O | F | 48          | 0    | Baleset    | LP Racing                       |
| 27       | 12       | 28       | Mark Dismore        | 218.096 | 15   | D | O | G | 48          | 0    | Baleset    | Kelley Racing                   |
| 28       | 29       | 19       | Stan Wattles (R)    | 217.477 | 20   | R | O | G | 48          | 0    | Baleset    | Metro Racing                    |
| 29       | 20       | 53       | Jim Guthrie         | 216.604 | 28   | G | O | G | 48          | 0    | Baleset    | ISM Racing                      |
| 30       | 33       | 33       | Billy Roe           | 217.834 | 18   | D | O | G | 48          | 0    | Baleset    | Team Scandia                    |
| 31       | 5        | 3        | Robbie Buhl         | 220.236 | 5    | D | O | F | 44          | 0    | Motorhiba  | Team Menard                     |
| 32       | 24       | 98       | Donnie Beechler (R) | 216.357 | 32   | G | O | F | 34          | 0    | Motorhiba  | Cahill Racing                   |
| 33       | 4        | 1        | Tony Stewart        | 220.386 | 4    | D | O | F | 22          | 1    | Motorhiba  | Team Menard                     |